# Улица Костина (Нижний Новгород)
У́лица Ко́стина  — улица в историческом центре Нижнего Новгорода. Проходит от площади Максима Горького до улицы Белинского.

## Название
Изначально улица была названа именем инженера Петра Даниловича Готмана. В 1834 году Готман совместно с академиком архитектуры Иваном Ефимовым разработал программу градостроительного переустройства Нижнего Новгорода. 
В XX веке улица получила своё современное название, в честь Александра Костина, нижегородского революционера.

## История
Улица была спроектирована по плану преобразования и расширения территории Нижнего Новгорода в 1834 —1839 годов как проезд от площади Новой (нынешней Максима Горького) к Напольной улице (нынешней Белинского). Из-за уточнения границ и конфигурации Новой площади, менялись и направления трассировки Готмановской улицы, застройка которой шла очень медленно. К 1848 году на ней был возведён всего один деревянный дом — купца III гильдии Молодова и два ещё только строились. По проекту инженера А. И. Дельвига красные линии улицы оказались смещены вправо. Крупные нивелировочные работы на улице проводились по очередному плану Нижнего Новгорода 1881 года инженером Ф. Н. Фалиным. Тогда же были окончательно закреплены существующие и её красные линии.

## Здания
| Название                                      | Годы постройки  | Архитектор     | Дом          |
| --------------------------------------------- | --------------- | -------------- | ------------ |
| Авиационный техникум                          | 1938– 1940 гг.  | Д.П. Сильванов | 2 (литера А) |
| Городской детский приют имени О.В. Кутайсовой | 1880 - 1882 гг. |                | 2 (литер Б)  |